# Renoncule de Rion
Ranunculus rionii
Espèce
Statut de conservation UICN

 LC  : Préoccupation mineure
La Renoncule de Rion (Ranunculus rionii) est une espèce de plantes de la famille des Ranunculacées.